# Rosskopf (Karnische Alpen)
Der Rosskopf ist ein 2603 m ü. A. hoher Berg im Karnischen Hauptkamm in Osttirol. Der von West nach Ost lang gestreckte Berg fällt nach allen Seiten mit schroffen und steilen Wänden ab. Am Westfuß liegt die Obstansersee-Hütte am Obstanser See. Am Ostfuß befindet sich die Scharte des Rosskopftörls. Am selten besuchten Gipfel befindet sich ein Gipfelkreuz.